# 改作法
改作法（かいさくほう）は、慶安4年（1651年）から明暦2年（1656年）に加賀藩5代藩主前田綱紀の後見をしていた前田利常（第3代藩主）が実施した農政改革。貧農の救済と年貢納入の徹底を定めた。利常は改作法の施行を徹底させるため農政に専念する改作奉行を設けた。

## 貧農救済
加賀一向一揆鎮圧に伴う武士と農民との軋轢は、十村制の制定により緩和を見せ、農民のサボタージュや逃散は減少したものの、一揆鎮圧時の処刑による人口減少に端を発した生産性の低下は著しく、かつ根深いもので、年貢の徴税額は予定通りには上昇しなかった。利常は、税収を上げるためにはまず農民の暮らしを安定させ、その一方で富を与えすぎると働く意欲を失うから、しっかりと徴税をする必要があると考え、施行されたのが改作法であった。
改作法では、
- 農民の借金の帳消し
- 農具や種籾を購入するための銀（改作入用銀）の貸し付け
- 当座の食料（作食米）の貸し付け
- 労働人口の再分配

が定められ、農業生産力を高める試みがなされた。これらを施行するに当たり十村制が十分に活用されたことは言うまでもない。十村は藩の役人との調整、農業指導、労働人口の把握など実務機関として行うべき業務を一手に任されたのである。改作入用銀、作食米も十村を経由して農民達に融資された。改作法が施行された6年間の融資総額は、米73,000石、銀695貫目（2.6t）に及ぶ。
利常は、鷹狩りと称して領内を自ら検分し、改作法が適切に運用されているか、効率の良い作付けがなされているか、遊休地はないか、といったことを一つ一つ改作奉行や主立った十村達に指示していた。また、労働人口の再分配に従い故郷から他の土地へ移住させられることになった農民たちを城に呼び、直接ねぎらいの声をかける事もしている。

## 年貢納入の徹底
貧農救済の一方で、耕作を怠けたり（徒百姓）、年貢を納めなかったり（蟠り百姓）、あるいは改作法自体に反対した者への処罰は苛酷であった。こうした農民の全財産は没収され、精勤に励む農民（律儀百姓）に十村の監督下で分け与えられた。農民自身とその家族は下人とされたり、村を逐われたりした。村を逐われた農民の中にはその罪に応じて鼻や耳を削がれるものもいた。
こうした農民の精勤教育にも十村は機能した。十村は元来、一向一揆の際の門徒指導者であったため、農民が熱心に信仰している一向宗を通じて勤勉を説き、村を逐われたものの悲劇を語り継いで教訓としていったのである。また、十村には槍や鉄砲などの武器が与えられ、逆らう農民の殺害も許されていた。

## 定免制
それまで税率は作柄により変動していたが、利常はこれを改め税率を固定した。これを「定免制」と称する。これにより余剰生産分は農民の手に残るようになった。しかし、定免制の計算の基本になっている数値は元々改革後に達成されるであろう高い収穫量を前提に計算されたものであった。
加賀藩で例外的に、鹿島半郡に独立した地方知行を持っていた重臣の長連頼は、31000石を領していた。改作法に倣って検地を実行しようとしたところ、十村頭（大庄屋）の園田道閑ら農民と、浦野信里ら在地家臣の反発を招いた。藩当局は、検地を拒んだ主立った者を皆殺しにした（浦野事件）。その上で、連頼の死後長家を地方知行から切り離し、鹿島半郡を直接支配下に置いた。検地の結果、石高は55360石に改められた。このように、藩の石高の見積もりは非常に厳しいものだった。
明暦2年（1656年）に作成された「百石入用図」によれば、標準収穫量100石の土地の場合、農民の食料、肥料、農具代、種籾としての保留分といった必要経費が71.8石必要とされている。100石に対する税は40石であり合計で11.8石の不足となるのだが、農業改革により標準を12.5石上回る収穫が達成されており、無事に年貢を徴収できたばかりか農民の手元に余剰分が残ったと記されている。
ここでいう「免」とは年貢の税率を示している。例えば「草高七百石免四つ」という場合は、標準収穫量が700石でその40%つまり280石が年貢であることを示している。加賀藩領内であった村々には今もこの年貢を定めた文書が残されていることがある。通称「村御印」とも「物成」とも呼ばれ、三代藩主利常が使用した黒印（御印）が押された文書である。旧家の蔵などで発見されるのは、寛文10年(1670年)に発布されたものが多い。金沢市図書館所蔵の「加越能三箇国高物成帳」では加賀国836、能登国783、越中国1792の見出村があり合計3411の村に発布されたという記録がある。ただし加賀の江沼郡は大聖寺藩、越中の婦負郡は富山藩でありこの数には含まれていない。また、寛文10年以降に追加発布された村御印の数も含まれている。

## 成果
改作法が目的を達するためには、藩主も十村も農民も限界まで働くことが前提であり、一部の農民からの抵抗があったものの、利常はこれを貫き、十村制は効率よく機能し、農民達もこれに応えた。その結果、改作法施行前後で藩の税収は20%増となり、融資した改作入用銀、作食米はわずか1年で回収できた。以後、綱紀により整備され、父祖の法として加賀藩に受け継がれて行くこととなった。

## 復古的な動き
19世紀初頭（文化、文政年間）に藩主を務めた前田斉広は、疲弊した農村を復興させるために改作法の復古を打ち出した。既に形骸化していた制度を復活させようとしたものだが、災害などが頻発して収穫高が思うように得られなかった。